# شمیتا

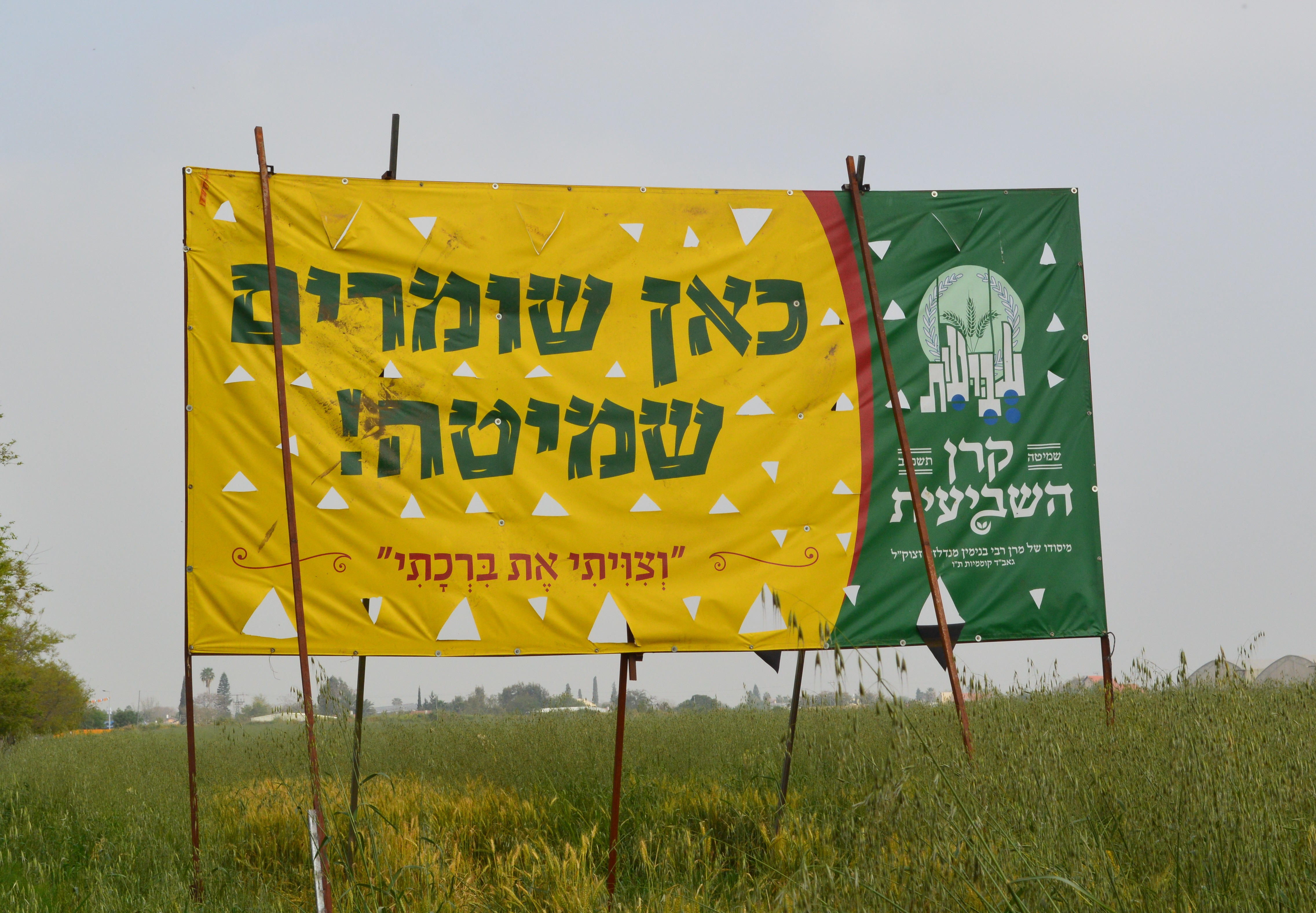
تابلویی به شمیتا اشاره دارد

سال سبت (عبری: שמיטה به معنی لغوی آزادشدن) که سال سباتی یا شویت (عبری: שביעית به معنی هفتم) نیز خوانده می‌شود هفتمین سال از سیکل هفتساله کشاورزی است که در تورات برای یهودیان در ارض مقدس اعلام شده‌است و هم‌اکنون نیز در اسراییل مدرن رعایت می‌شود.
در زمان شمیتا در زمین کشاورزی نباید صورت گیرد و این کار بر اساس هالاخا ممنوع است. هیچ فعالیت کشاورزی برای افزایش محصول نباید صورت گیرد. هر نوع میوه‌ای که در این سال کاشته شود بدون صاحب بوده و می‌تواند توسط هر کسی برداشته شود. قوانین خاصی برای خرید و فروش وجود دارد. همچنین در این سال تمامی بدهیها، غیر از بدهیها به خارجیها (جنتیلها) باید لغو شوند.
فصل ۲۵ کتاب لاویان به کسانی که شمیتا را رعایت کنند وعده محصول زیاد می‌دهد و رعایت آن را آزمایش قوم یهود میداند. ولیکن به نظر می‌رسد که در تاریخ یهود این روز به‌طور کلی رعایت نمیشده‌است.

## اسراییل قدیم

### در عهد عتیق
سال سبت در کتاب‌های زیر آمده‌است:
- کتاب خروج: "شما می‌توانید در زمین شش سال کشاورزی کنید و محصول جمع کنید. ولیکن در حین سال هفتم باید آن را رها کرده و از آن دوری کنید. در این زمان فقیران شما هم مانند شما غذا خواهند خورد و هر چه باقی بماند توسط پرندگان وحشی می‌تواند خورده شود. این قانون به باغهای انگور و زیتون نیز باید اعمال شود." -خروج، ۲۳:۱۰-۱۱
- کتاب لاویان: "خدا با موسی در کوه سینا صحبت کردو به او گفت که با اسراییلها صحبت کند و بگوید: وقتی که به سرزمینی که من به شما می‌دهم وارد شدید، زمین باید زمانی برای استراحت داشته باشد، که به عنوان سبت برای خدا خواهد بود. شما می‌توانید برای شش سال کشاورزی کنید، باغهای انگور خود را گسترش دهید، محصول برداشت کنید ولیکن در سال هفتم سبت سبتها برای زمین خواهد بود. در این زمان سبت خدا خواهد بود که نباید در آن در زمین چیزی بکارید، نه به باغهای انگور برسید. نباید محصولاتی که خود سبز می‌شود بکارید و نباید میوه درختان انگور خود رو را بردارید. "- لاویان ۲۵:۲۰-۲۲
- کتاب تثنیه: "در ابتدای هر هفت سال شما باید سال بخشش را جشن بگیرید. بر اساس این سال بخشش هر طلبکاری باید بدهیهای برادر و همسایه خود را ببخشد زمانی‌که سال بخشش شروع می‌شود. شما میتوانید طلبهای خود را از یک غریبه (جنتیل) وصول کنید، ولیکن اگر از برادر خود هر طلبی دارید باید ببخشید" (تثنیه ۱۵:۱-۶).
- کتاب ارمیا: پروردگار، خدای اسراییل چنین گفت :من با پدران شما عهد کردم در زمانی که آن‌ها را از سرزمین مصر خارج کردم از اسارت و بردگی و میگویم: بعد از پایان هفت سال هر مردی باید برادر عبریش را که به او فروخته شده‌است و برای او شش سال کار کرده‌است را آزاد کند (کتاب ارمیا ۳۴:۱۳)
- کتاب نحمیا: اگر مردمان این سرزمین برای شما در روز سبت چیزی برای فروش بیاورند، شما نباید در روز سبت بخرید، یا در یک روز مقدس، و در سال هفتم باید هر نوع بدهی را ببخشید (نحمیا ۱۰:۳۱)
- کتاب تواریخ: و او آنان را که از تیغ نجات داد به بابل فرستاد و آن‌ها برای او و پسرانش نوکری میکردند تا زمانی که پادشاهی پارس تشکیل شد، تا سخن خدا که از دهان ارمیا خارج شده بود برآورده شود در زمانی که زمین سبت خود را تمام کرد، زیرا در زمانی که خالی بود سبت را نگاه داشت، برای برآورده کردن شصت سال به علاوه ۱۰ سال(۲ تواریخ ۳۶:۲۰-۲۱)
- کتاب پادشاهان: (اشعیا گفت) و این برای شما یک علامت خواهد بود: در این سال شما فقط چیزهای خودرو را خواهید خورد، و سال بعد نیز هر آنچه که از آن بروید و در سال سوم شخم بزنید و کشت کنیدو باغهای انگور بکارید و میوه آن را بخورید. و بازماندگان خاندان یهودا که رهایی پیدا کردند دوباره تعداد خود را باز خواهند یافت و تولید خواهند کرد.

اشعیا به پادشاه حزقیا می‌گوید که اگر او قول دهد که سال سبت را رعایت کند (۷۰۱ قبل از میلاد) و یوبل در سال بعد از آن را نیز رعایت کند (۷۰۰ قبل از میلاد) و کشاورزی را دوباره در سال بعد از آن از سر بگیرد (۶۹۹ قبل از میلاد) خداوند بر ضد دشمنان او که اورشلیم را محاصره کردند عمل خواهد کرد. در هیچکجای دیگر عهد عتیق دو سال متوالی برای کشت ممنوع نمی‌شوند.

## در نظرات خاخامها
خاخامهای یهودی در تلمود و در جاهای دیگر تفسیرات متفاوتی بر روی قوانین شمیتا گذاشتند تا آن را ساده کرده و از مشکلات ایجاد شده برای کشاورزان جلوگیری کنند. به‌طور مثال دستور هتر مشیرا در سال شمیتا ۱۸۸۸-۱۸۸۹ به کشاورزان یهودی اجازه داد که زمین‌های خود را به غیریهودیان بفروشند تا کشاورزی بر روی آن‌ها ادامه یابد. این نوع آسان کردن شمیتا هنوز نیز ادامه دارد و مسئله بحث بین یهودیان صهیونیست و یهودیان هاردی است. بین نظر دانشمندان یهودی اختلاف زیادی در مورد لزوم رعایت شمیتا در این زمان وجود دارد. بعضی اعتقاد دارند که قانون شمیتا همیشگی است و هم‌اکنون نیز باید رعایت شود. بعضی دیگر اعتقاد دارند که لزوم رعایت آن وابسته به نظر خاخامها است. بسیاری خاخامها اعتقاد دارند که شمیتا اکنون داوطلبانه است و اجباری نیست. بر اساس نظر خاخام سفاردی عوادیا یوسف رعایت شمیتا زمانی الزامی است که اکثریت قوم اسراییل دوباره به ارض موعود بازگردند و اکنون تنها بستگی به نظر خاخامها دارد. ولیکن یهودیان هاردی اعتقاد دارند که شمیتا یک قانون توراتی است و رعایت آن همیشه الزامیست.

## رعایت در اسراییل امروزی
بر اساس قانون شمیتا زمینی در ارض اسراییل که متعلق به یهودیان باشد باید در سال هفتم کشت نشود. ولیکن این قانون به زمین‌های خارج از اسراییل توراتی الزامی نیست. در زمان تورات میوه‌های خودرو توسط فقرا، غریبه‌ها یا حیوانات مصرف میشد. همچنین تولیدات طبیعی زمین مانند انگور می‌تواند برداشت شود ولیکن نباید فروخته شود. بلکه باید مصرف شده یا به فقرا داده شود. تمامی بدهیها در بعد از ظهر روز ۲۹ ایلول تمامی بدهیها به صورت خودکار بخشیده خواهند شد.
بر اساس شمیتا هر نوع محصولی که از زمینی که متعلق به یهودیان باشد در سال شمیتا نباید فروخته یا مصرف شود. میوه و سبزیجات فروخته شده در سال شمیتا از پنج منبع تأمین می‌شوند :
- محصولاتی که در سال ششم تولید شده باشند.
- محصولاتی که از زمین غیریهودیان (معمولاً عربها) تولید شده باشند.
- محصولاتی که از خارج از ارض موعود تهیه شده باشند.
- محصولاتی که توسط اوتزار بیت دین پخش می‌شوند.
- محصولاتی که در گلخانه تولید شده‌اند.

## شویت
در هالاخا (شرع یهود) محصول سال هفتم که قوانین شمیتا به آن اعمال شده‌است شویت نام دارد. محصول شویت دارای قوانین خاصی برای مصرف است:
- تنها می‌تواند برای نیاز فردی مصرف شود.
- نمی‌تواند خریده، فروخته یا دور انداخته شود.
- باید به بهترین نحو مصرف شود (مثلاً میوه‌ای که به‌طور کامل مصرف می‌شود را نمیتوان آب گرفت)
- تنها می‌توان آن را به قدری نگاه داشت که در زمان عادی در طبیعت باقی میماند. اگر زمان طبیعی آن در بیرون از خانه تمام شود باید باقی‌مانده آن در خانه به وسیله قوانینی به اسم بیور نیز تمام شود.

بر اساس قانون تورات یهودیانی که زمین کشاورزی دارند باید درهای زمین خود را باز بگذارند تا هرکسی که بخواهد بتواند در آن کشاورزی کند. اگر زمین قفل دارد باید قفلهای آن باز شوند. خاخامهای میشنا در تلمود قوانین خاصی به این قوانین اضافه کرده‌اند تا از اینکه چند نفر تمامی زمین‌ها را کشت کنند جلوگیری شود.

## از زمان تشکیل کشور اسراییل
اولین شمیتا در سرزمین اسراییل در سال ۱۹۵۱ بود. سال‌های شمیتای بعدی به ترتیب در ۱۹۵۸-۵۹، ۱۹۶۵-۶۶، ۱۹۷۲-۷۳، ۱۹۷۹-۱۹۸۰، ۱۹۸۶-۱۹۸۷، ۱۹۹۳-۱۹۹۴ و ۲۰۰۰-۲۰۰۱ بود.آخرین شمیتا از سپتامبر سال ۲۰۱۴ شروع شد و تا ۱۳ سپتامبر ۲۰۱۵ ادامه داشت.